# 畢爾包主教座堂

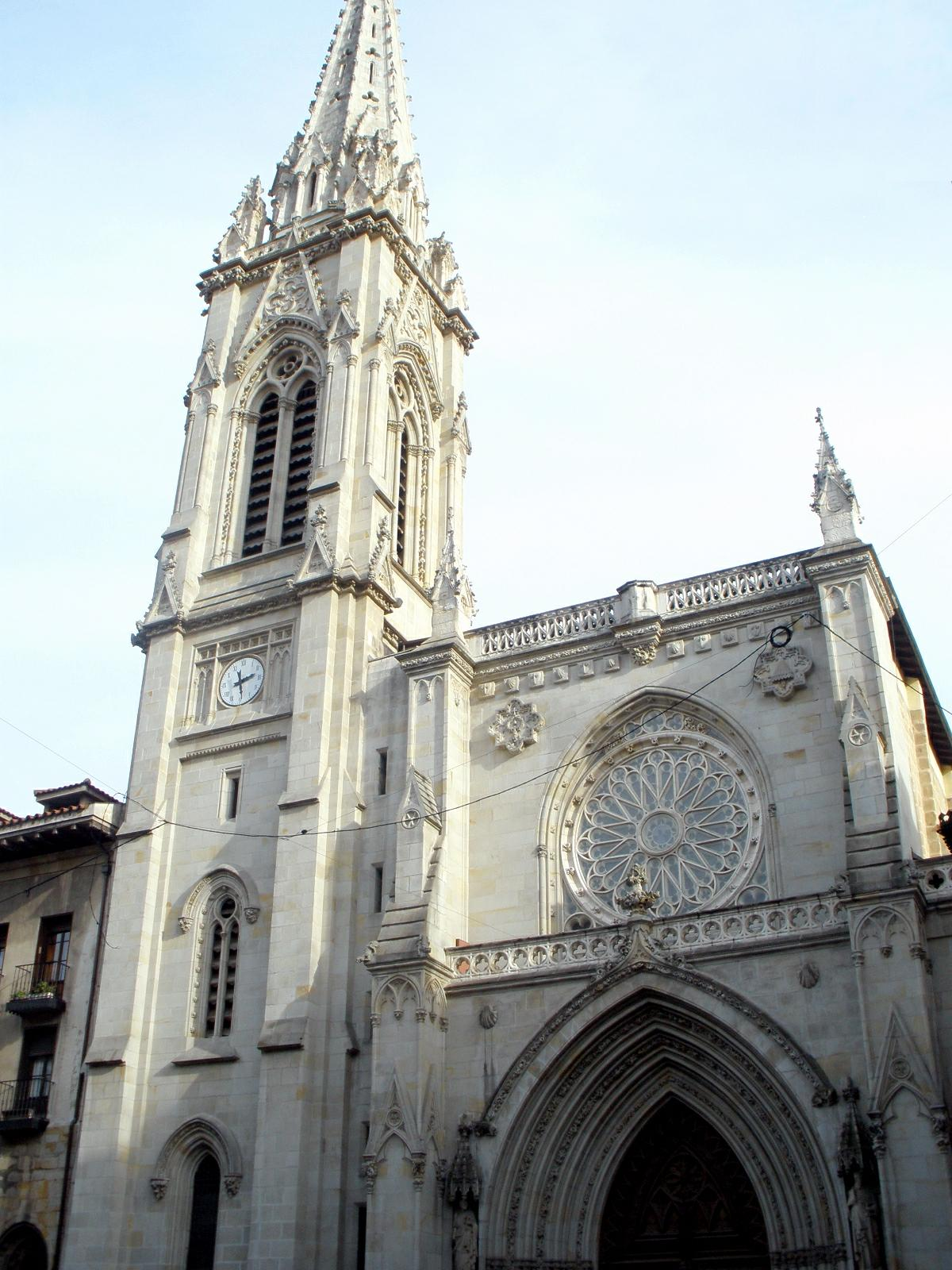
畢爾包主教座堂

畢爾包主教座堂（Bilbao Cathedral）是位於西班牙城市畢爾包的一座羅馬天主教的主教座堂。教堂修建於14至15世紀時期。

## 外部連結
- Information about Santiago cathedral （页面存档备份，存于）
- Photography of Bilbao cathedral (facade and interior) （页面存档备份，存于）, Flickr

43°15′25″N 2°55′26″W / 43.25694°N 2.92389°W